# Blissus yumanus
Blissus yumanus är en insektsart som beskrevs av Drake 1951. Blissus yumanus ingår i släktet Blissus och familjen Blissidae. Inga underarter finns listade i Catalogue of Life.